# Comandante Ferraz

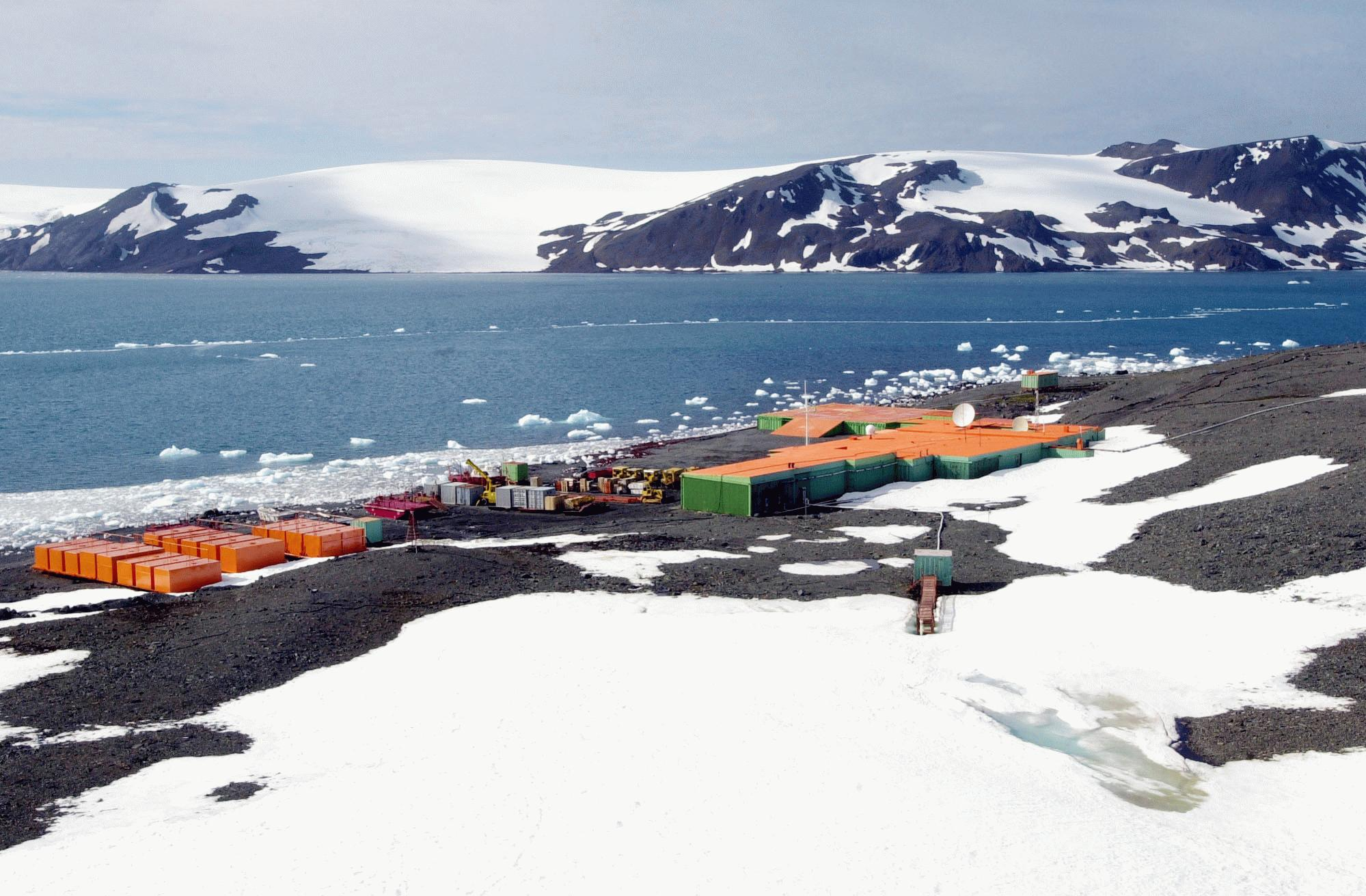
Staţiunea «Comandante Ferraz» — Capitala Zonei Antarctice Braziliene

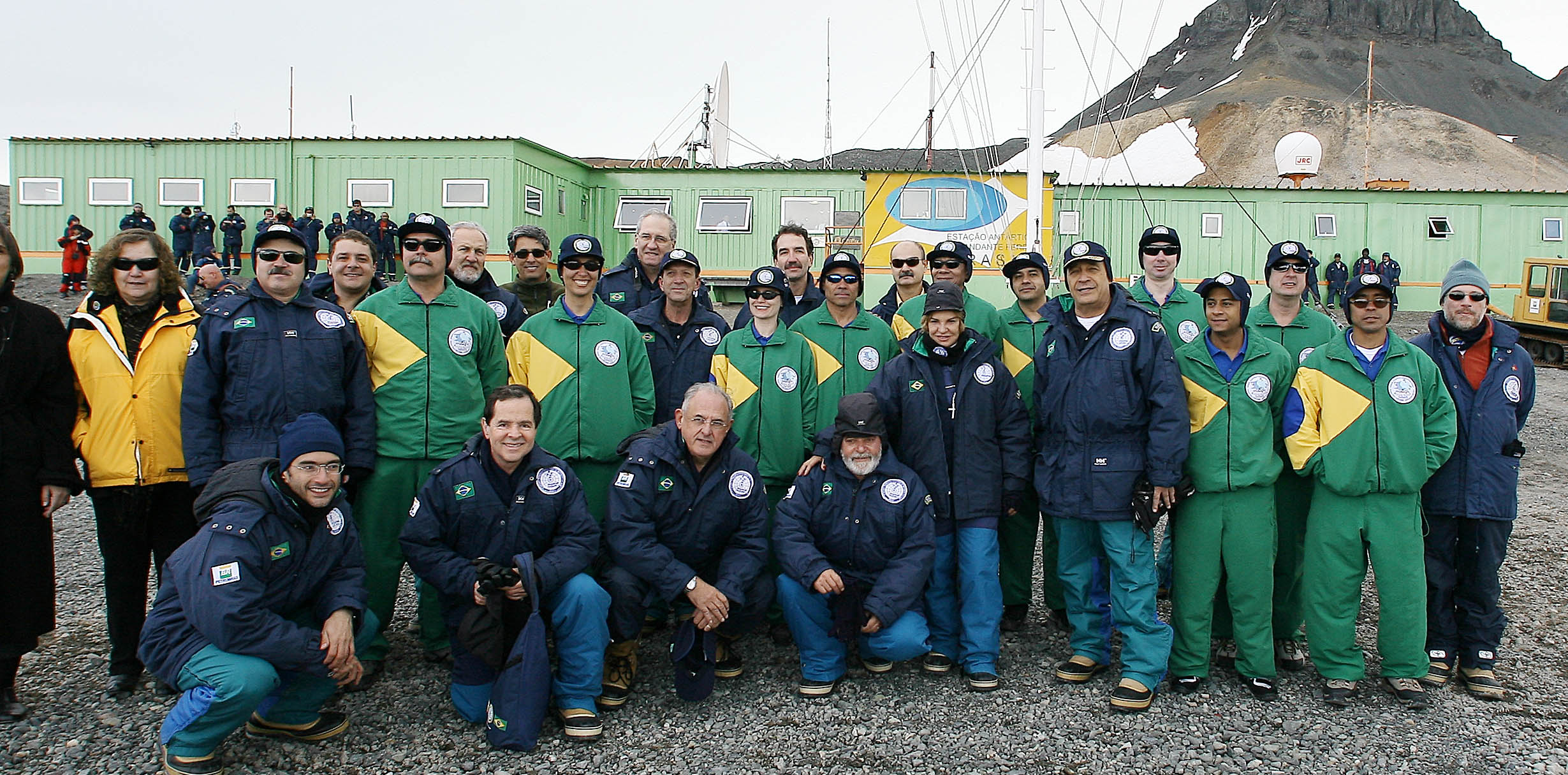
Preşedintele Braziliei în timpul vizitei la staţiunea Comandante Ferraz

Comandante Ferraz (62°05′S 58°24′V / 62.083°S 58.400°V) este o stațiune de cercetare antarctică ce aparține Braziliei, îndeplinind totodată și funcția de "capitală" a Zonei Antarctice Braziliene.
Baza a fost deschisă la 6 februarie 1984 în Zona braziliană de interes în Antarctica pe țărmul Golfului Amiralității de pe insula Waterloo (Rei Jorge) (Shetland de Sud). Denumirea stațiunea a primit-o în onoarea lui Luís Antônio de Carvalho Ferraz, ofițer în Marina Braziliană, hidrograf și oceanograf, care a activat în Antarctida, fiind și membru al programului de cercetare a Аntаrctidei, mort subit în timpul conferinței oceanografilor din Halifax din anul 1982.
La stațiune lucrează în jur de 100 oameni vara și aproximativ 50 în timpul iernii.
la 17 februarie 2008 Comandante Ferraz a fost vizitată de către președintele Braziliei, Luiz Inácio Lula da Silva.